# Blomard
Blomard ist eine französische Gemeinde mit 229 Einwohnern (Stand 1. Januar 2022) im Département Allier in der Region Auvergne-Rhône-Alpes (vor 2016 Auvergne); sie gehört zum Arrondissement Montluçon und zum Kanton Commentry.

## Lage
Blomard liegt im Einzugsbereich des Flusses Bouble am Rand des nördlichsten Ausläufers des Zentralmassives, etwa 29 Kilometer ostsüdöstlich von Montluçon. Nachbargemeinden von Blomard sind Montmarault im Norden, Saint-Marcel-en-Murat im Norden und Nordosten, Target im Osten, Vernusse im Süden, Beaune-d’Allier im Südwesten und Westen sowie Saint-Bonnet-de-Four im Westen und Nordwesten.

## Bevölkerungsentwicklung
| Jahr                       | 1962 | 1968 | 1975 | 1982 | 1990 | 1999 | 2006 | 2012 | 2022 |
| Einwohner                  | 306  | 267  | 228  | 192  | 228  | 205  | 204  | 215  | 229  |
| Quellen: Cassini und INSEE |      |      |      |      |      |      |      |      |      |

## Sehenswürdigkeiten
- Kirche Saint-Maurice aus dem 13. Jahrhundert, Umbauten aus dem 19. Jahrhundert
- Schloss Sarre aus dem 19. Jahrhundert

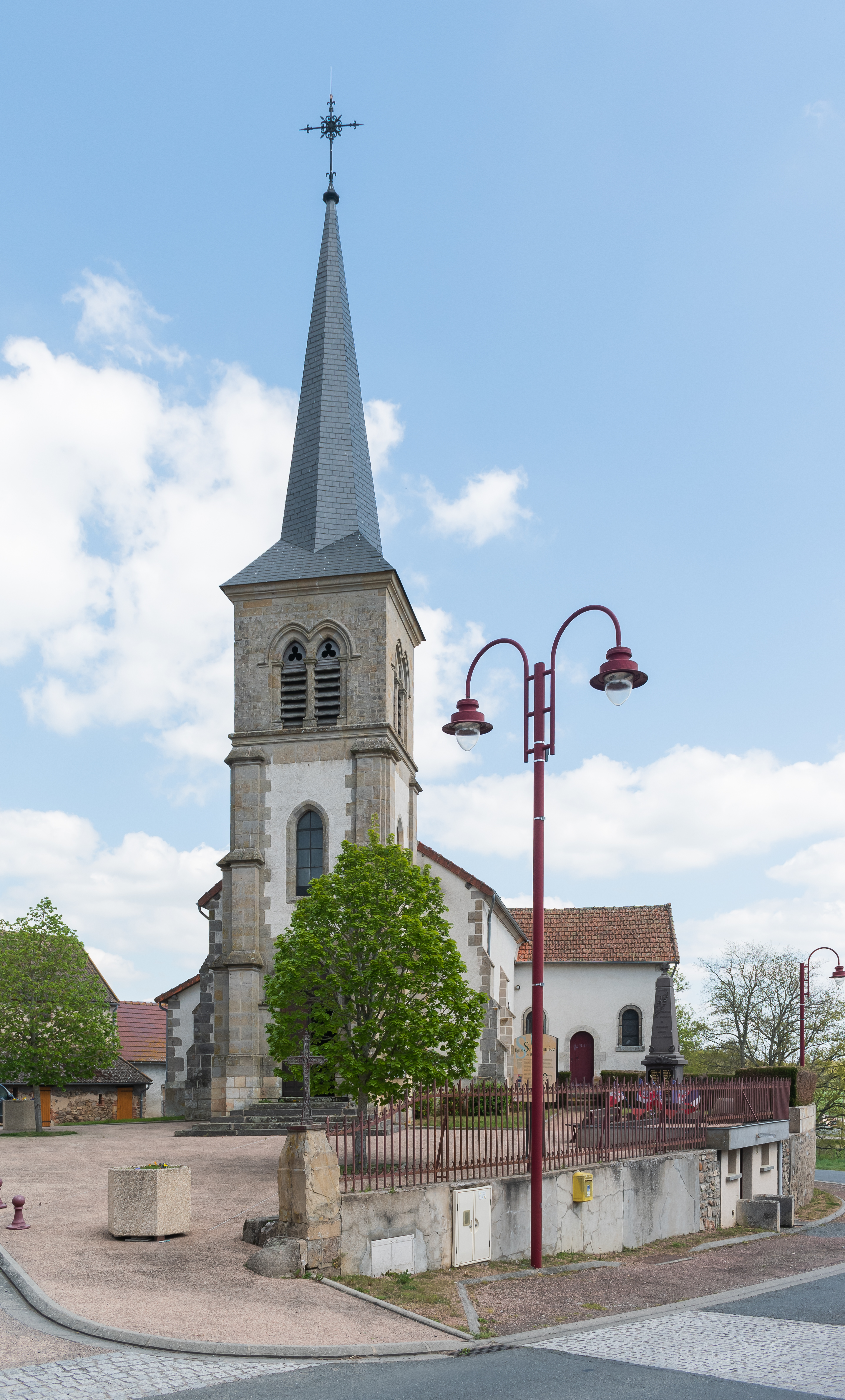
Kirche Saint-Maurice und Gefallenendenkmal (rechts)
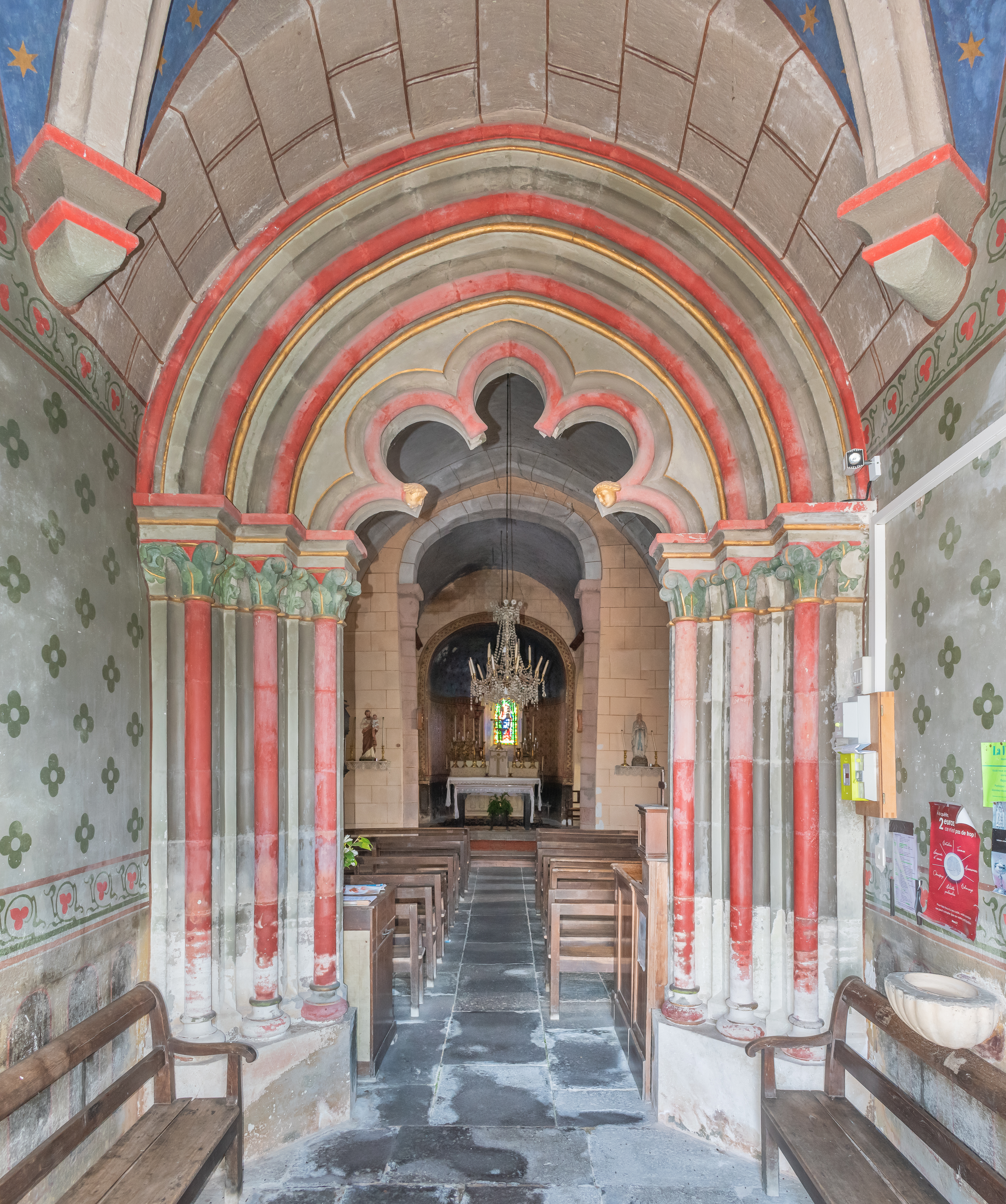
Innenansicht der Kirche Saint-Maurice